# Radu von Rumänien

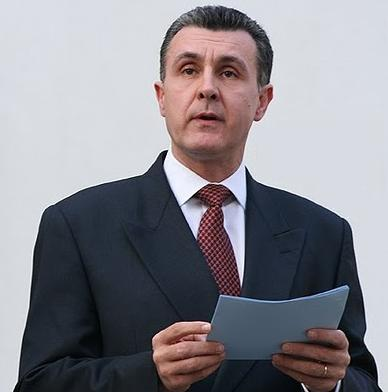
Radu von Rumänien (2009)

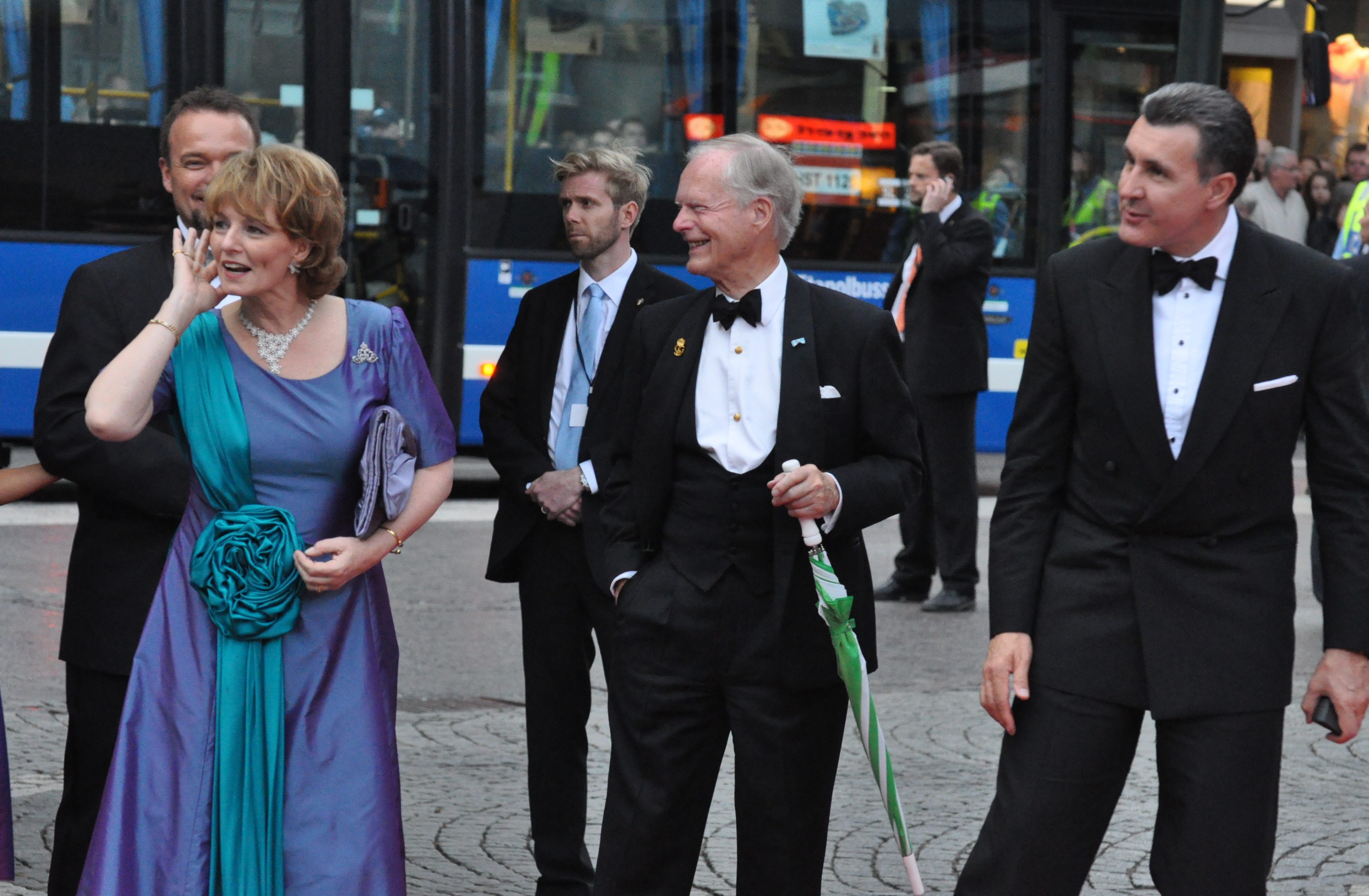
Prinz Radu (rechts) mit Margareta von Rumänien (links) bei der Hochzeit von Victoria, Kronprinzessin von Schweden, und Daniel Westling

Prinz Radu von Rumänien (* 7. Juni 1960 in Iași als Radu Duda; früher bekannt als Prinz Radu von Hohenzollern-Veringen) ist ein rumänischer Schauspieler. Er ist der Ehemann des Oberhaupts der Rumänischen Königsfamilie Margareta von Rumänien, umstrittene Anwärterin auf den ehemaligen rumänischen Thron.
Am 1. Januar 1999 wurde ihm von Friedrich Wilhelm Prinz von Hohenzollern, dem Oberhaupt des Sigmaringer Zweigs der Familie Hohenzollern, privatrechtlich der Name, „Fürst von Hohenzollern-Veringen“ „verliehen“. Duda wurde auch „Radu Hohenzollern-Veringen-Duda“ genannt. Seit 2007, als er seinen offiziellen Namen von „Radu Duda“ in „Radu al României Duda“ ändern ließ, verwendet Radu nicht mehr den Namen Hohenzollern. Im Sinne der Grundregeln der rumänischen Königsfamilie, „verlieh“ ihm am 30. Dezember 2007 der ehemalige König Michael I. den Titel „Prinz von Rumänien“.
Im Jahr 1996 (24. Juli standesamtlich; 21. September religiös) heiratete er Prinzessin Margareta, die älteste Tochter von König Michael I. von Rumänien und Königin Anna.
Als Ehepartner von Prinzessin Margareta begleitet Radu seine Frau oft, manchmal alleine, um soziale Projekte zu unterstützen und die rumänische Wirtschaft zu fördern. Er ist auch Schirmherr und Mitglied zahlreicher rumänischer Wohltätigkeitsorganisationen und Organisationen.

## Herkunft
Radu wurde als älteres der beiden Kinder von René Corneliu Duda und dessen Ehefrau Gabriela Eugenia Duda, geborene Constandache, geboren. Sein einziger Bruder ist Gabriel Dan Duda.

## Ausbildung
Duda machte 1979 seinen Schulabschluss am Gymnasium Costache Negruzzi in Iași und studierte ab 1984 an der Universität für Theater und Film in Bukarest. Duda war über zwanzig Jahre künstlerisch in Rumänien sowie in anderen europäischen Ländern, Amerika, Asien und Asien tätig. Er war künstlerischer Leiter des ersten Kunsttherapieprojekts für verlassene Kinder in rumänischen Waisenhäusern. 1994 lernte er im Rahmen seiner Tätigkeit als Kunsttherapeut Prinzessin Margareta kennen. Am 24. Juli 1996 heirateten beide standesamtlich in Versoix. Am 21. September 1996 heirateten sie kirchlich in Lausanne, am 1. Januar 1999 wurde ihm privatrechtlich der Titel „Radu, Fürst von Hohenzollern-Veringen“ „verliehen“.
2002 absolvierte er das Carol I National Defence University und das George C. Marshall Europäisches Zentrum für Sicherheitsstudien in Garmisch-Partenkirchen. Im August 2004 nahm er am zweiwöchigen Programm für Senior Executives in National and International Security an der Harvard Kennedy School teil.
Im September 2002 wurde er zum Sonderbeauftragten der rumänischen Regierung für Integration, Zusammenarbeit und nachhaltige Entwicklung ernannt. Er ist auch Schirmherr der Britisch-Rumänischen Handelskammer, Vorstandsmitglied der Vereinigung „Haus der NATO“ in Bukarest und Ehrenmitglied des Senats der „Aurel Vlaicu“-Universität Arad und der Universität Oradea.
Prinz Radu ist Autor mehrerer Bücher: Dincolo de mască (Bukarest: Unitext, 1997), L’Âme du masque (Brüssel, 1998), War, an exile, a life (Bukarest, 2000; ins Englische übersetzt als Anne of Romania : A War, an Exile, a Life, Bucharest: Romanian Cultural Foundation, 2002), Michael of Romania: A Tribute (San Francisco und Bukarest, 2001), Kildine (Bukarest, 2003; eine Übersetzung des Märchenbuchs ins Rumänische der Königin Marie der Rumänen), Seven (Bukarest: Nemira, 2003), The Royal Family of Romania (Bukarest: Humanitas, 2004), Persona (Bukarest: Nemira, 2006), The Elisabeta Palace (Bukarest: Humanitas, 2006).
Prince Radu ist derzeit Mitglied des Beirats der Global Panel Foundation, einer NGO, die hinter den Kulissen in Krisengebieten auf der ganzen Welt arbeitet.

## Initiativen

### Europe of Regions
Radu initiierte ein Projekt zur Förderung der wichtigsten Interessen Rumäniens und zur Stärkung der bilateralen Beziehungen Rumäniens. Seine Ziele sind die Förderung und Förderung von Wirtschafts-, Kultur- und Bildungspartnerschaften zwischen rumänischen Regionen und verschiedenen europäischen Regionen sowie die Sensibilisierung für Rumänien durch Treffen, Konferenzen und Vorträge. Es wird Prinz Radu beinhalten, bis zu vier verschiedene Regionen pro Jahr zu besuchen und lokale Geschäftsleute, politische und lokale Verwaltungsleiter, Universitätslehrer und Studenten, rumänische Gemeinden und die Presse zu treffen. Bisher abgedeckte Regionen sind die italienischen Regionen Toskana und Sizilien (Provinzen Palermo, Caltanisetta, Enna und Catania), die französischen Regionen Provence-Alpes-Côte d’Azur und Aquitanien (Pays Beaumontois). Die Initiative „Europa der Regionen“ wird mit Besuchen in den Bundesländern Deutschland, Spanien und weiteren Regionen Frankreichs und Italiens fortgesetzt.

## Kontroversen

### Korruptionsvorwürfe
BAE Systems, einer der Spender der Wohltätigkeitsorganisation von Prinzessin Margareta, und ihre Vertreter waren in einen Korruptionsskandal verwickelt, in dem es um den Kauf von zwei stillgelegten Fregatten der britischen Royal Navy durch die rumänische Regierung ging, die von BAE Systems renoviert wurden und für die angeblich 7 Millionen Pfund Bestechungsgeld gezahlt wurden. Ein Teil dieses Geldes, so wird auch behauptet, sei „in den Taschen der königlichen Familie von Hohenzollern gelandet“. Die Zeitung Gardianul stellte fest, dass sowohl Margarita als auch Radu als Sonderbeauftragte der Regierung sich vor und nach der Unterzeichnung des Regierungsvertrags mehrmals formell oder informell mit den Vertretern von BAE Systems getroffen hatten, und erkundigte sich, ob die königliche Familie daran beteiligt sei jede Lobbyarbeit im Namen des Unternehmens. In einem offiziellen Kommuniqué an die Zeitung dementierte Radu derartige Lobbying-Aktivitäten und erklärte, dass er sich als Schirmherr der Britisch-Rumänischen Handelskammer, in der BAE Systems Mitglied ist, mit dieser sowie mit Vertretern anderer britischer Unternehmen getroffen habe.

### Sicherheitsinformant der Securitate
Radu war das Ziel von Presseangriffen, weil er ein Informant der Geheimpolizei des kommunistischen Rumäniens Securitate war.
Căminul românesc veröffentlichte einen Artikel, in dem behauptet wurde, Radu Duda sei ein Securitate-Agent, der auf Befehl von Ion Iliescu in das Königshaus eingeschleust wurde, um es zu kompromittieren. Beweise für diese Behauptungen wurden nicht erbracht.

### Prinzentitel
Am 1. Januar 1999 „verlieh“ der deutsche Bundesbürger Friedrich Wilhelm Prinz von Hohenzollern Radu ad personam den „Titel“ „Prinz von Hohenzollern-Veringen“. Im August 2004 beschuldigten Vertreter von Friedrich Wilhelms ältestem Sohn Karl Friedrich „Erbprinz“ von Hohenzollern Radu Duda, den Namen Hohenzollern ohne Erlaubnis verwendet und von Kaufinteressenten „erhebliche“ Geldsummen gefordert zu haben. Karl Friedrich warnte Radu auch, dass die Familie Hohenzollern „rechtliche Maßnahmen“ ergreifen würde, falls sich diese Dinge wiederholen sollten, und forderte ihn auf, den Titel „Fürst von Hohenzollern-Veringen“ nicht mehr zu führen. In einem Interview von 2009 wiederholte Karl Friedrich diese Forderungen und erklärte, dass sein Vater kein Recht habe, Titel zu vergeben, und nannte Radus Titel „von Hohenzollern-Veringen“ eine „Farce“. Seitdem hat Ex-König Michael alle Verbindungen zum Haus Hohenzollern-Sigmaringen abgebrochen und angeordnet, dass alle diese Titel, die einmal verwendet wurden, nicht mehr für die Verwendung durch ein Mitglied des rumänischen Königshauses geeignet sind.

### Militärischer Rang
Einige Quellen haben die Rechtmäßigkeit von Radus schnellem Aufstieg in der rumänischen Armee von einem Reserveleutnant (Leutnant-Major auf Rumänisch) in den Rang eines aktiven Obersten in viel kürzerer Zeit als der für gewöhnliche Beförderungen vorgeschriebenen Zeit bestritten. Der ehemalige Stabschef der Armee hat argumentiert, dass seine Aktivierung auf eigenen Wunsch von Radu erfolgte, während seine Beförderung aufgrund „außergewöhnlicher“ Verdienste gewährt wurde, wie etwa Radus Lobbyarbeit für Rumäniens Aufnahme in die NATO. Radus offizielle Antwort argumentiert jedoch, dass seine eigene Aktivierung nicht das Ergebnis einer einseitigen Anfrage war, sondern einer gemeinsamen Anfrage des Königshauses und des Verteidigungsministeriums.

## Politisches Engagement
Zwischen September 2002 und September 2008 behielt Radu eine offizielle Position als Sonderbeauftragter der rumänischen Regierung unter zwei aufeinanderfolgenden Regierungen, der der Mitte-Links-Koalitionsregierung der Sozialdemokratischen Partei (PSD) sowie der der Mitte-Rechts-Regierung Gerechtigkeit und Wahrheit Bündniskoalitionsregierung. Unterdessen lehnt die wichtigste pro-monarchistische Partei, die Christlich-Demokratische Nationale Bauernpartei (PNŢCD), die keine Sitze im Parlament hat, jede Rolle für ihn oder Prinzessin Margareta in einer wiederhergestellten Monarchie ab. Im Jahr 2003 lud die Cluj-Zweigstelle der PNŢCD jedoch Prinzessin Margareta offiziell ein, bei den bevorstehenden Wahlen als Kandidatin für den Senat zu kandidieren. Der ehemalige rumänische Präsident Traian Băsescu schätzt Prinz Radu nicht und hält ihn für schädlich für die öffentliche Wahrnehmung der Idee der Monarchie durch die Rumänen. Auch der rumänische Historiker und bekennende Monarchist Neagu Djuvara betrachtet Radu als schädlich, als „Bestatter“ für die Sache der rumänischen Monarchie. Am 17. September 2008 legte Radu sein Regierungsamt nieder.
In einer 2004 durchgeführten Umfrage der PSD, deren Koalitionsregierung er damals Sonderbeauftragter war, erzielte Prinz Radu als potenzieller Kandidat für die bevorstehenden rumänischen Präsidentschaftswahlen nur 3,4 %. In einer neueren Meinungsumfrage von 2006l antworteten 48,80 % der Befragten, dass es gut für Prinz Radu wäre, eine staatliche Funktion zu übernehmen, während 46,41 % der gegenteiligen Meinung waren. Dieselbe Umfrage aus dem Jahr 2006 ergab, dass 66 % der befragten Rumänen eine aktivere Beteiligung des Königshauses an der Demokratisierung und Entwicklung Rumäniens wünschen. In einer Umfrage von 2008 wurde Radu von 2,6 % der rumänischen Wähler als Präsident Rumäniens bevorzugt. In Anwesenheit von Prinzessin Margareta kündigte Prinz Radu am 9. April 2009 in einer Pressekonferenz im Elisabeta-Palast in Bukarest, Rumänien, seine Kandidatur für die rumänische Präsidentschaft an. Fünf Monate später, am 2. September 2009, zog er seine Kandidatur zurück.

### Ehrentitel
- Großritter des Ordens von Carol I.
- Großritter des Ordens der Krone von Rumänien

- Ritter des Ordens Unserer Lieben Frau vom Gebet

- Träger der Medaille des Ordens für Verdienst

- Träger des Verdienstkreuzes des Verteidigungsministeriums der Tschechischen Republik
- Träger des Verdienstordens Pro Merito Melitens[7]
- Träger der Medaille zum 70. Geburtstag von König Carl XVI. Gustaf

- Ehrenbürger des Kreises Cluj
- Ehrenbürger von Iași

- Träger der Gedenkmedaille des Baumes des Friedens, Slowakei[8][9][10]
- Ehrendoktorwürde der Geneva School of Diplomacy and International Relations

## Ränge
- Oberst der Rumänischen Streitkräfte

## Filmographie
- Laissez-passer (2002)
- Ciocârlia (2002) (TV)
- Hauptmann Conan und die Wölfe des Krieges (1996)